# Gallium-arzenid
A gallium-arzenid (GaAs) gallium és arzén által alkotott vegyület. A vegyületben a gallium +3 oxidációs számmal vesz részt.

## Felhasználása
Fontos félvezető anyag, az elektronikában használják nagyfrekvenciájú (mikrohullámú) integrált áramkörök (pl. MMIC-k), infravörös világító diódák (LED-ek), lézerdiódák és napelemek gyártásában. Fontos szerephez jut az űrkutatásban.